# Hermann von Grauert

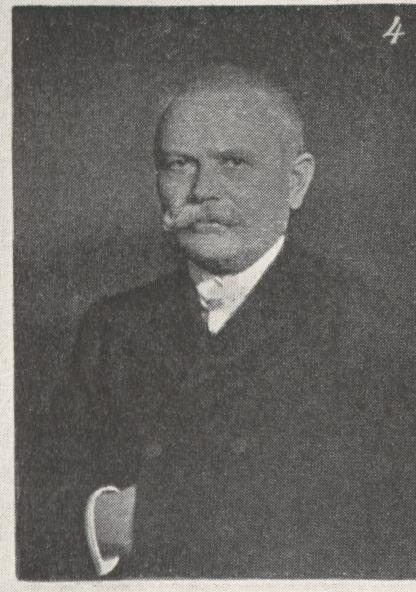
Professor Hermann Grauert, 1906

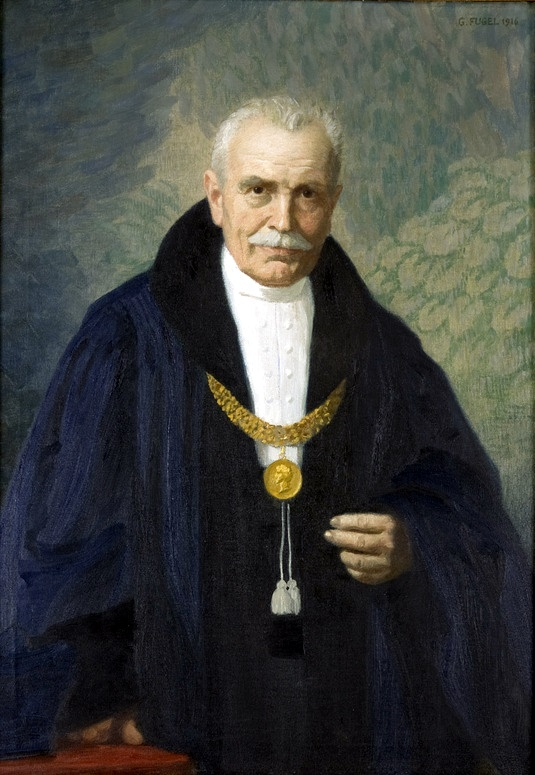
Porträt Grauerts, gemalt von Gebhard Fugel, 1916

Hermann Heinrich Grauert, seit 1914 Ritter von Grauert, (* 7. September 1850 in Pritzwalk; † 12. März 1924 in München) war ein deutscher Historiker.

## Leben
Zunächst war Grauert nach dem Realschulbesuch in Wittstock im Manufakturwarengeschäft seines Vaters berufstätig. 1872 ging er nach Münster und legte dort 1873 die Ergänzungsprüfungen in Latein, Griechisch und Geschichte ab, so dass er eine dem Abitur gleichwertige Qualifikation hatte, um studieren zu können. Von 1873 bis 1876 studierte er an der Universität Göttingen Geschichte und promovierte dort bei Georg Waitz. Anschließend erweiterte er seine historischen und juristischen Kenntnisse an den Universitäten Berlin, München und Straßburg.
Grauert war seit seiner Studentenzeit ein begeisterter KVer, in Göttingen beim KStV Winfridia, in Berlin beim Katholischen Leseverein (jetzt KStV Askania-Burgundia) und in München bei der KStV Ottonia. Später wurde er noch bei weiteren KV-Verbindungen Ehrenphilister, so z. B. bei KSStV Alemannia und KStV Rheno-Bavaria in München. In deren Festschrift zum 25. Gründungsjubiläum des Verbandes, ist Hermann von Grauert 1906 als Ehrenmitglied abgebildet. Zudem war er ab 1893 Ehrenmitglied der KDStV Aenania München im CV. Außerdem war Grauert Ehrenmitglied des Philologisch-Historischen Vereins München im Naumburger Kartellverband.
Ab 1877 war Grauert als Praktikant im Reichsarchiv in München tätig; er habilitierte sich 1883, nach einem Aufenthalt in Rom, an der Universität München und wurde dort 1885 ordentlicher Professor. 1915/16 war er Rektor der Universität. Im Jahr 1884 wurde Grauert Vorstandsmitglied und seit 1885 Redakteur des Historischen Jahrbuchs der Görres-Gesellschaft. Bis zu seinem Tode hat er bei der Görres-Gesellschaft maßgeblich mitgearbeitet.
In Deutschland und Europa war er als Wissenschaftler hoch angesehen. Grauert war Geheimer Hofrat und wurde 1914 durch König Ludwig III. mit dem Ritterkreuz des Verdienstordens der Bayerischen Krone beliehen. Damit verbunden war die Erhebung in den persönlichen Adelsstand und er durfte sich nach der Eintragung in die Adelsmatrikel Ritter von Grauert nennen. In München-Harlaching wurde 1959 die „Grauertstraße“ nach ihm benannt.
Ab 1899 war Grauert ordentliches Mitglied der Bayerischen Akademie der Wissenschaften, ab 1901 zudem ordentliches Mitglied der Historischen Kommission bei der Bayerischen Akademie der Wissenschaften.

## Grabstätte

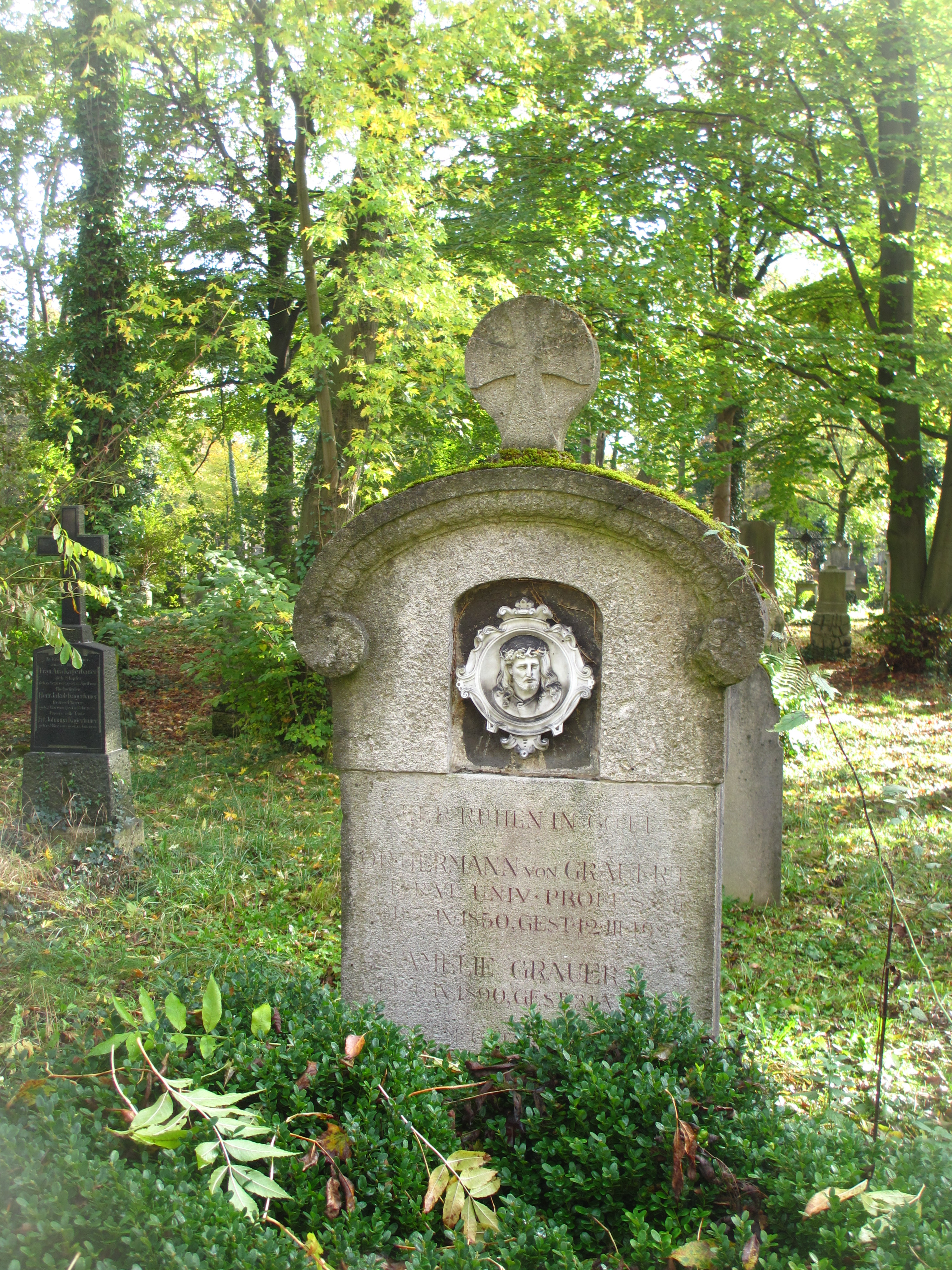
Grab von Hermann Grauert auf dem Alten Südlichen Friedhof in München

Die Grabstätte von Hermann Grauert befindet sich auf dem Alten Südlichen Friedhof in München (Gräberfeld 42 – Reihe 12 – Platz 6) Standort.

## Veröffentlichungen (Auswahl)
- Dante in Deutschland. In: Historisch-politische Blätter für das katholische Deutschland. Band 120, 1897, S. 802 f.
- Die Kaisergräber im Dom zu Speyer. München 1901.
- Meister Johann von Toledo. In: Sitzungsberichten der philosophisch-philologischen und der historischen Classe der kgl. bayerischen Akademie des Wissenschaften. Heft 2, 1901, S. 111–325.
- Dante und Houston Stewart Chamberlain. Herder, Freiburg im Breisgau 1904 (Digitalisat).
- Görres in Straßburg. Bachem, Köln 1910.
- Magister Heinrich, der Poet in Würzburg und die römische Kurie (= Abhandlungen der Königlich Bayerischen Akademie der Wissenschaften. Philosophisch-philologische und historische Klasse Band 27/1). München 1912. Digitalisat.
- Zur Geschichte des Weltfriedens, des Völkerrechts und der Idee einer Liga der Nationen. Herder, München 1920.